# Schelbert
Schelbert ist ein Familienname bzw. Geschlecht im Kanton Schwyz und kommt dort vor allem in der Gemeinde Muotathal vor. Die Schelbert sind seit Jahrhunderten im Lande Schwyz ansässig. Die ältesten gesicherten Urkunden reichen bis zu den Anfängen der Alten Eidgenossenschaft zurück.
Heimatorte des Geschlechts sind die Gemeinden Muotathal, Ingenbohl und Steinen, wo die Schelbert schon vor dem Jahre 1800 eingebürgert worden sind. In neuerer Zeit wurden Personen mit dem Familiennamen Schelbert in Wallisellen (1961) und Zürich (1952, 1953, 1958) eingebürgert.

## Namensherkunft
Man vermutet, dass der Ursprung des Namens ein Schallbräth war, das zur gegenseitigen Verständigung über Schluchten und Täler benutzt wurde. Der Erbauer dieses „Instrumentes“ kam so zu seinem Namen.
Vielleicht war auch ein Mann mit dem Namen Albrecht der Urheber, welcher Glockenläuter war, also der „Schel(l)er“. Zusammengesetzt ergibt das dann Schelbrecht.
Es gibt verschiedenste Deutungsvarianten, von denen jedoch keine als gesichert gilt.

## Geschichte der Schelbert
Aus dem Wappenbuch von Paul Styger ist zu entnehmen:
Früher lautete der Name dieser alten Landleute von Schwyz, im Muotathalerviertel, Schellbrett. Nach dem Register der Landrechtserneuerung des alten Glarner Landbuches wurde den Nachkommen der Schellbrett, «die sich an der Näfleserschlacht wohlverhalten», das Landrecht in Mollis verehrt. Seither haben Schelbert im Muotathal dieses Glarner Landrecht wiederholt erneuert: 1557, 1639, 1709. Zu diesem Zweck liessen sich die Schellbräth durch Landammann und Rat von Schwyz verurkunden, dass sie von Kirchenvogt Leonhard, Jakob, Jost und Melchior Schellbräth herstammen, die in Glarus Landleute waren.
Nach dem Erweis der Urkunden stammen die Muotathaler Schelbert aus dem Glarnerland, die um 1500 ins Land Schwyz kamen. Sie waren zuerst in Schwyz und erst später auch im Muotathal sesshaft. Der Stammvater Peter Schellbreth ist wahrscheinlich gezwungenermassen vom Glarnerland weggezogen. Denn 1488 beging ein Peter Schellbreth einen Totschlag an einem Heini Zimmermann aus Uri.
Die älteste Urkunde über einen Schelbert stammt aus dem Jahre 1372. Da ist unter den 30 Ratsmitgliedern vom Lande Schwyz ein Richwin Schellbrecht aufgeführt.
Weitere Daten:
- 1388 Schlacht zu Näfels: Wernli Schelbert von Glarus verlor sein Leben
- 1443 Schlacht bei St.Jakob a.d. Birs: Cuoni Schelbert verlor sein Leben
- 1446 Bei Ragaz verlor Ruedi Schelbert sein Leben

## Heutige Verbreitung des Namens
In der Schweiz gibt es 428 Telefonbucheinträge zum Namen Schelbert und damit ca. 1141 Personen mit diesem Namen. Diese leben in 83 Postleitzahlbereichen. Die meisten Anschlüsse sind in Schwyz gemeldet, nämlich 192. Zu beachten ist, dass hier die Gemeinden Muotathal, Illgau und Schwyz im Begriff Schwyz zusammengenommen sind.
In Deutschland gibt es 169 Telefonbucheinträge zum Namen Schelbert und damit ca. 450 Personen mit diesem Namen. Diese leben in 58 Städten und Landkreisen. Die meisten Anschlüsse sind in Main-Spessart gemeldet, nämlich 40.

## Bekannte Personen mit dem Namen Schelbert
- Antoinette Riklin-Schelbert (1920–2015), Schweizer Gold- und Silberschmiedin
- Christof Schelbert (* 1956), Schweizer Maler, Graphiker, Zeichner und Installationskünstler
- Georg Schelbert (1922–2015), Schweizer Theologe
- Heidi Schelbert-Syfrig (1934–2019), Schweizer Wirtschaftswissenschaftlerin
- Joseph Schelbert (1834–1887), katholischer Geistlicher und Mitglied des Deutschen Reichstags
- Leo Schelbert (1929–2022), Schweizer Historiker
- Louis Schelbert (* 1952), Schweizer Politiker
- Marcel Schelbert (* 1976), Schweizer Leichtathlet
- Monika Barmet-Schelbert (* 1961), Schweizer Politikerin (CVP) und Kantonsrätin des Kantons Zug
- Pia Schelbert (1929–2011), Schweizer Textilkünstlerin
- Ruben Schelbert (* 1988), Schweizer Handballspieler
- Roman Schelbert (* 1982), Schweizer Handballspieler
- Yannick Schelbert (* 1990), Schweizer Unihockeyspieler